# Simpsonichthys myersi
Simpsonichthys myersi és un peix de la família dels rivúlids i de l'ordre dels ciprinodontiformes.
Els adults poden assolir els 4,5 cm de longitud total. Es troba als rius costaners atlàntics de Sud-amèrica.